# Kim Vilfort
Kim Vilfort (Valby, 15 november 1962) is een voormalig voetballer uit Denemarken, die speelde als middenvelder. Hij beëindigde zijn loopbaan in 1998 bij de Deense club Brøndby IF.

## Clubcarrière
Vilfort begon zijn loopbaan bij de amateurclub Skovlunde IF. Na vier seizoenen te zijn uitgekomen voor BK Frem vertrok hij naar Frankrijk; hij speelde één seizoen voor Lille OSC. Daarna verdedigde hij twaalf seizoenen de kleuren van Brøndby IF. Met die club won Vilfort zes keer de Deense landstitel.

## Interlandcarrière
Vilfort speelde in totaal 77 officiële interlands (veertien goals) voor Denemarken. Onder leiding van bondscoach Sepp Piontek maakte hij zijn debuut op 5 oktober 1983 in de OS-kwalificatiewedstrijd tegen Polen (0-1) in Aarhus, net als Lars Lunde (Brøndby IF) en Kent Nielsen (Brønshøj BK). Hij nam met zijn vaderland deel aan het EK voetbal 1988 en het door de Denen gewonnen EK voetbal 1992. Bij dat laatste toernooi scoorde hij in de finale tegen Duitsland (2-0) op 26 juni 1992.

## Erelijst
Denemarken
- Europees kampioenschap

1992
- FIFA Confederations Cup

1995
 Brøndby IF
- Deens landskampioenschap

1987, 1988, 1990, 1996, 1997, 1998
- Deense beker

1989, 1994, 1998